# 珍地名
珍地名（ちんちめい）とは、何らかの事由によって通常とは異なる意味合いで考えられているような地名のことである。罵り言葉のように聞こえるものや、特にそうした意図はないのに面白おかしく聞こえたり、奇妙な意味を持つようになったりしているもの、特に長かったり短かったりするなど、通常の地名と異なる書き方や発音をするものがこれにあたる。

## 日本語から見た珍地名
日本語から見た日本の珍地名は、一般に意味などが変わった地名のことであり、漢字やその読み方が難しい難読地名とは区別される。ただし、中には大阪市の放出（はなてん）のように、珍地名であってなおかつ難読地名でもある「難読珍地名（珍難読地名）」も存在する。マスコミなどでは、性的な意味を持つ普通名詞を含む地名が下ネタとして取り上げられることも多いが、地元では普通名詞としての意味が日常的に意識されているわけではない。
日本以外の世界各国にも、日本で珍地名と呼ばれる地域・山・河川などがある。ただし、それらは日本語で発音したときに異質なだけであり、その地域で使用されている言語においては何ら異質なものではない。他言語から見た珍地名については、それぞれの言語版のWikipediaも参照のこと。

## 珍地名の例
- 金玉落としの谷（きんたまおとしのたに）（静岡県菊川市東横地）-戦国時代の横地城跡にある谷。「木の玉」の転訛ではないかと言われる[2]。
- 音羽珍事町（おとわちんじちょう）（京都市山科区） - 地名に「珍」の漢字が使用されていること自体が珍しい[3]。
- 雨降り（あめふり）（東京都西多摩郡奥多摩町）[3]
- 海外町（かいとちょう）（神奈川県三浦市） - 国内なのに海外（かいがい）[3]。
- 駅部田（まえのへた）（三重県松阪市） - 三重電気鉄道松阪線にはかつて駅部田駅も存在した[3]。
- 昼飯（ひるい）（岐阜県大垣市） - 昼食（ちゅうしょく、ひるめし）に通じる[3]。
  - 西濃鉄道昼飯線
  - 昼飯駅
- 池田町サラダ（いけだちょうサラダ）（徳島県三好市） - 野菜料理のサラダを連想する[4]。
- ソビエト（和歌山県西牟婁郡すさみ町）
- 四つの「同音異字地名」（いずれも読みは「かぎあな」）[3]
  - かぎあな（静岡県富士市）
  - 鍵穴（静岡県静岡市葵区）
  - 桑木穴（静岡県富士市）
  - 香木穴（静岡県静岡市清水区）
- 珍小島（ちんこじま）（北海道虻田郡洞爺湖町）
- 漫湖（まんこ）（沖縄県那覇市、豊見城市）
- 乳頭温泉（にゅうとうおんせん）（秋田県仙北市）
- 鼻毛石町（群馬県前橋市）
- 我孫子 （あびこ）（千葉県、大阪府） - 中国語で「私の孫」という意味。また中国人にとって相手を侮辱する言葉にもなるという[5]。
- 浮気町（ふけちょう）（滋賀県守山市）[6]
- 途中（とちゅう）（滋賀県大津市） - バス路線の堅田葛川線では「途中」停留所が（名称が「途中」であるにもかかわらず）終点となる路線バス便があった。江若交通#エピソードも参照[6]。
- 酢（す）（滋賀県長浜市、旧虎姫町）[6]
- 志布志市志布志町志布志（鹿児島県）
地名中に「志布志」が何度も繰り返され、「志」が多くあることから、しばしば珍地名としてネット上で話題になったり、テレビ番組などに取り上げられることがある[7]。
- 岩城亀田亀田町字亀田町（秋田県由利本荘市）
- こちらも難読地名として取り上げられたもの[8]。
  - 天使突抜（てんしつきぬけ）（京都市下京区）
  - 毛穴（けな）（大阪府堺市中区）
  - 放出（はなてん）（大阪市鶴見区、城東区）
- 日本語においては、まったく異なる意味に取れる地名[9]。
  - オマン湖（ カナダにある湖で、2か所存在する）
  - マン湖（ アメリカ合衆国 オレゴン州にある湖）
  - ボイン川（ アイルランド レンスター地方に流れる河川。ボイン川の戦いで有名）
  - スケベニンゲン（ オランダ）
  - エロマンガ島（ バヌアツ）
  - エロマンガ（ オーストラリア クイーンズランド州）
  - アホ（ アメリカ合衆国 アリゾナ州）
  - オナラスカ（ アメリカ合衆国 ウィスコンシン州）
  - キンタマーニ（ インドネシア バリ州）
  - マルデアホ（ アルゼンチン）
  - シリフケ（ トルコ）
  - ヤキマンコ（ ロシア モスクワ市）
  - フルチン（ チェコ）
  - ダマスカス（ シリア）
  - 馬鹿洞（ 中国）
  - 珍宝島（ 中国  ロシア　二国間に交わるウスリー川にある　中ソ国境紛争で有名）

## 趣味としての珍地名
ウェブサイトにおいては、珍地名について扱ったウェブページが多く見られ、安居良基など世界の珍地名巡りをするマニアも存在する。
実際にその珍地名を看板などで見たいがために出かけて行く人もいるが、その場所は観光名所でも何でもないため、近辺に空港や駅がないどころか、道路すらないなど数多くの障害が存在することも多い。珍地名として知られる鹿児島県の志布志市志布志町志布志のように、SNS上で話題になったり、テレビ番組に取り上げられていることもあり、「こちらは、志布志市志布志町志布志の志布志市役所志布志支所です。」（志布志市役所志布志支所前）と書かれた看板が設置されている場合もある。
日本国外の珍地名には、政情が不安定で外務省が危険情報を出している地域に存在するものもある。